# Salins-les-Bains
Salins-les-Bains – miejscowość i gmina we Francji, w regionie Burgundia-Franche-Comté, w departamencie Jura.
Według danych na rok 1990 gminę zamieszkiwało 3629 osób, a gęstość zaludnienia wynosiła 147 osób/km² (wśród 1786 gmin Franche-Comté Salins-les-Bains plasuje się na 41. miejscu pod względem liczby ludności, natomiast pod względem powierzchni na miejscu 67.).